# Liste des parcs d'État de Rhode Island
Les parcs et plages d'État de Rhode Island, aux États-Unis, sont gérés par le Rhode Island Department of Environnmental Management.

## Historique
En 1883, une Public Park Association est créée, elle a notamment pour but de protéger les criques et anses de Rhode Island de l'avancée du chemin de fer. L'association vante également les bienfaits des parcs pour la santé et la société et souhaite instaurer des parcs autour de la capitale de l'État, Providence. En 1904, l'Assemblée générale de Rhode Island autorise la création d'un système de parcs d'États sous l'égide de la Metropolitan Park Commission. Le 12 février 1909, réunie à Hearthside (en), la commission achète pour les 100 ans de la naissance d'Abraham Lincoln des terres qui deviennent le Lincoln Woods State Park.
Avec l'arrivée de l'automobile, entraînant un accès plus facile aux plages du sud de l'État, la commission commence à avoir une compétence à l'échelle de l'État. En 1935, la Metropolican Park Commission est dissoute au sein du Department of Agriculture and Conservation as the Division of Forests, Parks, and Parkways. Les parcs sont successivement gérés par la Division of Forests, Parks and Parkways (1935-1952), le Department of Public Works (1952-1965), le Department of Natural Resources (1965-1975). En 1977, l'Assemblée générale fonde le Department of Environmental Management qui a vocation à protéger la qualité de l'air et de l'eau ainsi que les ressources naturelles de l'État ; c'est ce département qui gère les parcs d'État.

## Parcs d'État
| Nom                                 | Municipalité                  | Création | Superficie | Image |
| ----------------------------------- | ----------------------------- | -------- | ---------- | ----- |
| Beavertail (en)                     | Jamestown                     | 1980     | 62 ha      |       |
| Blackstone River (en)               | Cumberland Lincoln Woonsocket | 2006     | 18,5 km    |       |
| Brenton Point (en)                  | Newport                       | 1976     | 36 ha      |       |
| Burlingame (en)                     | Charlestown                   | 1934     | 1 300 ha   |       |
| Colt (en)                           | Bristol                       | 1968     | 188 ha     |       |
| Fishermen's Memorial (en)           | Narragansett                  | 1953     | 37 ha      |       |
| Fort Adams (en)                     | Newport                       | 1965     | 40 ha      |       |
| Fort Wetherill (en)                 | Jamestown                     | 1972     | 25 ha      |       |
| Goddard Memorial (en)               | Warwick                       | 1927     | 200 ha     |       |
| Haines Memorial (en)                | Barrington                    | 1911     | 41 ha      |       |
| Lincoln Woods (en)                  | Lincoln                       | 1909     | 254 ha     |       |
| Pulaski (en)                        | Glocester                     | 1939     | 40 ha      |       |
| Rocky Point (en)                    | Warwick                       | 2014     | 49 ha      |       |
| Snake Den (en)                      | Johnston                      | 1969     | 400 ha     |       |
| World War II Veterans Memorial (en) | Woonsocket                    | 1960     | 6 ha       |       |

## Plages d'État
| Nom                        | Municipalité    | Création | Superficie | Image |
| -------------------------- | --------------- | -------- | ---------- | ----- |
| Charlestown Breachway (en) | Charlestown     | 6 ha     | 1952       |       |
| East Beach (en)            | Charlestown     | 100 ha   | 2006       |       |
| East Matunuck (en)         | South Kingstown | 58 ha    | 1956       |       |
| Misquamicut (en)           | Charlestown     | 21 ha    | 1959       |       |
| Roger Wheeler (en)         | Narragansett    | 11 ha    | 1929       |       |
| Salty Brine (en)           | Narragansett    | 0,5 ha   | 1954       |       |
| Scarborough (en)           | Narragansett    | 12 ha    | 1937       |       |

## Autres territoires d'État
D'autres parcs et lieux de loisir sont gérés par le Department of Environnmental Management.
| Nom                                     | Municipalité                             | Superficie | Image |
| --------------------------------------- | ---------------------------------------- | ---------- | ----- |
| Arcadia Management Area (en)            | Exeter Hopkinton Richmond West Greenwich | 5 700 ha   |       |
| Beach Pond                              | Exeter Voluntown (Connecticut)           |            |       |
| East Bay Bike Path (en)                 | De Providence à Bristol                  | 23,3 km    |       |
| George Washington State Campground (en) | Glocester                                |            |       |
| John H. Chafee Nature Preserve          | North Kingstown                          | 40 ha      |       |